# Michele Bachmannová
Michele Bachmannová (roz. Amble, * 6. dubna 1956, Waterloo, Iowa) je republikánská politička, členka Sněmovny reprezentantů (za Minnesotu) a kandidátka na post prezidenta USA v nadcházejících prezidentských volbách v roce 2012. Pochází z rodiny norských imigrantů. Pracovala jako daňová právnička. V roce 2006 se stala první republikánskou političkou zvolenou z Minnesoty, kde začínala v roce 2001 jako senátorka.
Bachmannová je stoupenkyní hnutí Tea Party a zároveň zakladatelkou výboru Tea Party ve Sněmovně reprezentantů. Je odpůrkyní potratů a homosexuálních svazků.
Je vdaná, s manželem Marcusem má pět dětí.